# Emiel Van der Veken
Emiel Van der Veken, né le 22 avril 1920 à Heist-op-den-Berg, et mort le 10 décembre 2005 à Lochristi, est un coureur cycliste belge, professionnel de 1944 à 1953.

## Palmarès
- 1948
  - Egmont Cycling Race
- 1949
  - Championnat des Flandres
  - Tourcoing-Dunkerque-Tourcoing
  - Tour de Flandre Occidentale
  - Bost-Warnant Dreye
- 1950
  - 1re étape du Tour des Pays-Bas
  - 2e étape de À travers les Flandres
  - Grote Prijs Dr. Eugeen Roggeman
  - 2e de À travers les Flandres
- 1953
  - Circuit du Port de Dunkerque
  - 2e du Circuit du Houtland-Torhout